# Synodita melanocephla
Synodita melanocephla es una especie de insecto coleóptero de la familia Chrysomelidae.
Fue descrita científicamente en 1775 por Fabricius.